# Howling: New Moon Rising
Howling: New Moon Rising è un film del 1995 diretto da Clive Turner  e Roger Nall, quest'ultimo non accreditato.
Settimo capitolo, un horror direct-to-video, della serie The Howling, il film riutilizza le riprese dei precedenti tre sequel della serie Howling (Howling IV, Howling V - La rinascita, Mostriciattoli) e presenta personaggi di ogni film. La trama vede un investigatore che scopre diversi indizi che collegano gli eventi dell'ultima parte della serie.

## Trama
Un uomo australiano di nome Ted, strettamente connesso con i precedenti tre film di Howling, arriva in una piccola città occidentale dove inizia a mescolarsi con i cittadini locali, registrando segretamente le sue enigmatiche agende in un registratore nella sua camera d'albergo. Allo stesso tempo, un certo numero di uccisioni misteriose che sembrano essere il lavoro di un grosso animale iniziano a verificarsi nell'area. Un detective indaga sul caso aiutato da un prete che è certo che le uccisioni siano opera di un lupo mannaro, portando i due a scoprire diversi indizi che collegano gli eventi dei precedenti tre film della serie.

## Produzione
Nonostante i titoli riportino che il film è "Basato sui romanzi The Howling I, II e III scritti da Gary Brandner", il film in realtà non è tratto da nessuno di questi romanzi.

## Accoglienza
TV Guide ha osservato che il film è stato "un nuovo low per il franchise." Dread Central ha dato una recensione negativa al film, paragonandolo alla tariffa di Mystery Science Theater 3000. Anche Bloody Disgusting ha dato una recensione negativa, affermando che il film "si colloca proprio lì con Troll 2 come il peggior film più esilarante mai realizzato" e che credevano che il film tenesse i nomi degli attori e della città in "ridurre le persone dimenticando i nomi degli altri perché hanno avuto difficoltà a ricordare le loro battute".